# Embrace the Silence
Embrace the Silence is het derde studioalbum van de Australische melodieuze-metalband Vanishing Point.

## Bezetting
- Silvio Massaro - zanger
- Tommy Vucur - gitarist
- Chris Porcianko - gitarist
- Joe Del Mastro - bassist
- Jack Lukic - drummer

## Tracklist
1. Hollow                (7.07)
2. My Virtue             (5.24)
3. If only I             (5.21)
4. Live to Live          (5.55)
5. Embraced              (6.42)
6. Season of Sundays     (6.40)
7. Once a Believer       (7.01)
8. Reason                (6.06)
9. Breathe               (6.29)
10. Somebody Save Me      (4.29)
11. Insight               (5.09)
12. A Life Less           (7.04)
13. As I Reflect          (6.09)

## Eerdere albums
- In Thought (1997)
- Tangled in Dream (2000)

## Latere albums
- The Fourth Season (2007)